# Prohamitermes
Prohamitermes — рід термітів. Містить 2 види.

## Поширення
Представники роду поширені в Південно-Східній Азії.

## Види
- Prohamitermes hosei
- Prohamitermes mirabilis